# Iglesia de San Antonio de Padua (Aico)
La iglesia de San Antonio de Padua es un templo católico ubicado en la localidad de Aico, comuna de Camarones, Región de Arica y Parinacota, Chile. Construida en el siglo xix, fue declarada monumento nacional de Chile, en la categoría de monumento histórico, mediante el Decreto n.º 451, del 19 de octubre de 2012.

## Historia
Ubicada en el pueblo de Aico, en la precordillera de la Región de Arica y Parinacota, fue construida a fines del siglo xix.

## Descripción
Construida en estilo barroco andino con muros de adobe y mampostería de piedra, presenta una techumbre de madera con cubierta de caña, totora y paja brava. Un muro perimetral de pirca de piedras forma el atrio de la iglesia, que tiene un acceso de arco de medio punto. En su interior se encuentra un retablo de retícula colonial, construido en piedra con mampostería de barro.
La torre campanario se encuentra exenta, y está compuesta por un cuerpo de piedra y un campanario con cúpula de piedra labrada.